# Черкаська агломерація
Черкаська агломерація — агломерація з центром у місті Черкаси. Простягається вздовж річки Дніпро з центром на правому березі. Головні чинники створення та існування агломерації: річка Дніпро, регіональний центр з розвиненою промисловості.
Складається:
- з міст: Черкаси, Сміла, Золотоноша.
- з районів: Черкаський район, Золотоніський район.

Приблизна статистика:
- Чисельність населення — 557,3 тис. осіб.
- Площа — 4 199 км².
- Густота населення — 132,7 осіб/км².